# Abadam
Abadam è una delle ventisette aree a governo locale (local government areas) in cui è suddiviso lo stato di Borno, nella Repubblica Federale della Nigeria.
Si estende su una superficie di 3.973 chilometri quadrati e conta una popolazione di 100.180 abitanti.